# Paepalanthus complanatus
Paepalanthus complanatus är en gräsväxtart som beskrevs av Silveira. Paepalanthus complanatus ingår i släktet Paepalanthus och familjen Eriocaulaceae. Inga underarter finns listade i Catalogue of Life.